# Phellopsylla leai
Phellopsylla leai är en insektsart som först beskrevs av Walter Wilson Froggatt 1900.  Phellopsylla leai ingår i släktet Phellopsylla och familjen rundbladloppor. Inga underarter finns listade i Catalogue of Life.